# همزیستی مسالمت‌آمیز
همزیستی مسالمت‌آمیز، نظریه‌ای بود که توسط اتحاد جماهیر شوروی در مقاطع گوناگون در طول جنگ سرد تحت عنوان سیاست خارجی مارکسیستی-لنینیستی‌اش توسعه یافت و به‌کارگرفته شد و توسط دولت‌های کمونیستی تحت نفوذ شوروی اتخاذ شد؛ که آن‌ها می‌توانند با بلوک «سرمایه‌داری» (دولت‌های غیرکمونیست) به صورت مسالمت‌آمیز هم‌زیستی کنند. این دیدگاه در تقابل با اصل تضاد آنتاگونیستی بود که کمونیسم و کاپیتالیسم هرگز نمی‌توانند در مسالمت همزیستی داشته باشند. شوروی آن را برای ارتباط بین جهان غرب و به طور خاص ایالات متحدهٔ آمریکا و کشورهای عضو ناتو، و کشورهای پیمان ورشو به کار گرفت.

### تعاریف کلی
همزیستی مسالمت آمیز به روسی:  (Мирноe сосуществование) به زبان رومی:(Mirnoye
sosushchestvovaniye) نظریه ای بود که توسط اتحاد جماهیر شوروی در مقاطع مختلف در طول جنگ سرد در چارچوب سیاست خارجی عمدتاً مارکسیستی-لنینیستی توسعه یافت و اعمال شد و توسط کشورهای سوسیالیستی متحد شوروی پذیرفته شد. بر اساس آن، بلوک سوسیالیست می تواند به طور مسالمت آمیز با بلوک سرمایه داری (یعنی کشورهای متحد ایالات متحده) همزیستی کند. این در تضاد با اصل تضاد متضاد بود! که سوسیالیسم و سرمایه داری هرگز نمی توانند در صلح با هم زندگی کنند.
 اتحاد جماهیر شوروی آن را در روابط بین جهان غرب، به ویژه کشورهای ناتو، و کشورهای عضو پیمان ورشو به کار برد.

بحث بر سر تفاسیر متفاوت از همزیستی مسالمت آمیز یکی از جنبه های انشعاب [[[چین]] و شوروی در دهه های ۱۹۵۰ و ۱۹۶۰ میلادی بود. در طول دهه ۱۹۷۰، جمهوری خلق چین به رهبری بنیانگذارش، مائو تسه تونگ، استدلال کرد که باید یک نگرش جنگ طلبانه نسبت به کشورهای سرمایه داری حفظ شود، و بنابراین در ابتدا نظریه همزیستی مسالمت آمیز را به عنوان اساساً رویزیونیسم مارکسیستی رد کرد. تصمیم آنها در سال ۱۹۷۲ برای برقراری روابط تجاری با ایالات متحده همچنین باعث شد که چین با احتیاط نسخه ای از این نظریه را برای روابط بین خود و کشورهای غیرسوسیالیستی اتخاذ کند.از آن نقطه تا اوایل دهه ۱۹۸۰ و پذیرش سوسیالیسم با ویژگی های چینی، چین به طور فزاینده ای مفهوم همزیستی مسالمت آمیز خود را گسترش داد تا همه ملت ها را در بر گیرد.
 حاکم آلبانیایی انور خوجا(در زمانی تنها متحد واقعی چین) نیز این موضوع را محکوم کرد و در نتیجه روابط رو به رشد چین با غرب، به عنوان نمونه سفر ریچارد نیکسون به چین در سال ۱۹۷۲، علیه چین مخالفت کرد.
 امروز، احزاب هوکسیست همچنان مفهوم همزیستی مسالمت آمیز را محکوم می کنند! همزیستی مسالمت‌آمیز، با گسترش خود به همه کشورها و جنبش‌های اجتماعی مرتبط با تفسیر اتحاد جماهیر شوروی از کمونیسم، به سرعت برای بسیاری از احزاب کمونیستی منفرد نیز به شیوه‌ای تبدیل شد و تعداد کمی از آن‌ها، به‌ویژه آن‌هایی که در جهان توسعه‌یافته هستند، را تشویق کرد تا از مدت‌زمان خود دست بکشند. هدف اصلی جمع آوری حمایت از یک انقلاب کمونیستی شورشی مسلحانه در ازای مشارکت فعال تر در سیاست های انتخاباتی است.